# 跑步

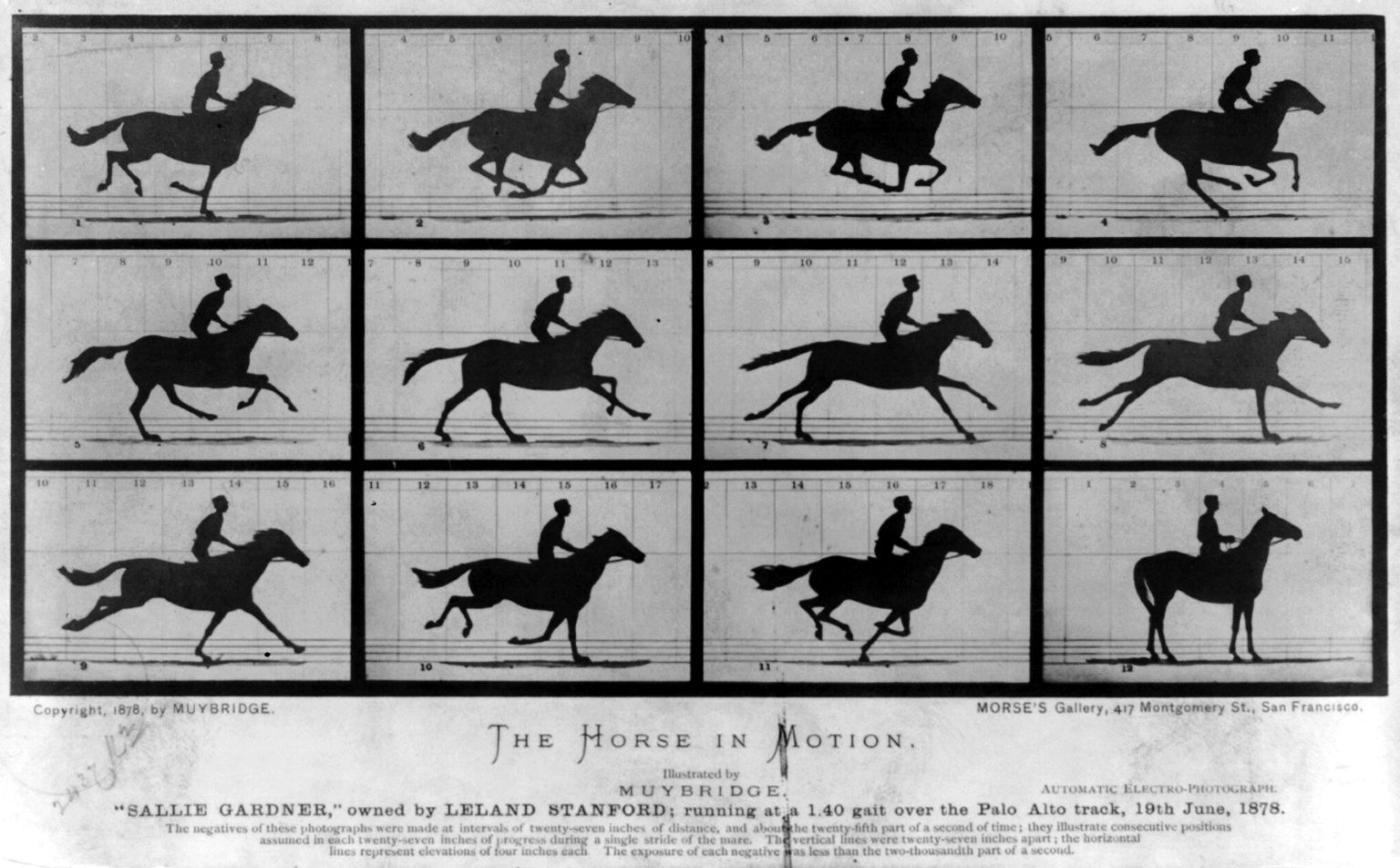
跑步中的馬——埃德沃德·邁布里奇製作

跑步，又稱作疾走或奔跑，在部分方言中則稱走。其定義是指陸生動物使用足部移動最快捷的方法。它在運動上的定義是一種步伐，有時雙腳不會同時接觸地面。它亦是一種有氧的運動或無氧的運動。跑步可以使人類的想像力與創造力提高，也可以一定程度的治癒憂鬱症。

## 人類跑步機械學
跑步是整個身體協調的過程。

### 下半身運動（Lower body sport）
兩腿順序輪流大步走，就是跑步的實踐。

### 上半身運動（Upper body sport）
上半身的運動可以保持平衡和向前移動，對跑步至關重要。上半身可以補償下半身的運動，保持身體的旋轉平衡。一條腿往後與另一側手臂的向前驅動相配，並且一條腿的支撐和驅動運動由另一側手臂的向後運動來平衡。肩膀和軀幹也受到影響。因為腿部驅動比恢復踢腿慢，所以向後推的手臂也更慢，向前的手臂驅動更加有力和迅速。

#### 跑步相對於散步
散步是指一隻腳經常踫到地面，雙腿通常保持筆直。

## 肢體損傷
雖然通俗说法是：跑步百利唯伤膝  ，不過除了膝蓋之外，高強度的跑步也可能會脛骨疼痛；跑步步調的變化可能會造成阿基里斯腱炎、腓腸肌疼痛或是足底筋膜炎。
另一種常見的與跑步相關的傷害是摩擦型皮膚炎，是由於一塊皮膚與另一塊皮膚或衣服反覆摩擦而引起。

## 運動項目
作為運動項目時，稱作走標或賽跑。

### 跑步的比賽項目種類
- 田徑
- 60公尺賽跑
- 100公尺賽跑
- 200公尺賽跑
- 400公尺賽跑
- 馬拉松
- 半程马拉松

### 以跑步為基礎的運動
- 足球
- 橄欖球
- 美式足球
- 籃球
- 網球

## 腳注
1. ↑  .   [2020-03-22]. （原始内容存档于2020-05-13）.
2. ↑  .   [2020-03-22]. （原始内容存档于2020-05-13）.
3. ↑  .   [2020-03-22]. （原始内容存档于2020-05-13）.
4. ↑  . 搜狐体育. 2013年4月21日  [2015年1月7日]. （原始内容存档于2016年3月5日） （中文（中国大陆））.
5. ↑  . Runner's World. 2005年3月3日  [2015年1月7日]. （原始内容存档于2015年1月7日） （英语）.
6. ↑  Nielsen, R.O. . International Journal of Sports Physical Therapy. 2013, 8 (2): 172–179. PMC 3625796 . PMID 23593555.
7. ↑  . 27 May 2015  [2 August 2016]. （原始内容存档于2017-11-22）.

## 外部連結
- 跑起来 - 深入了解跑步的好处及如何避免跑步带来的伤害。